# نهر سادانغ
نهر سادانغ (Sadang) هو نهر يقع في سولاوسي بإندونيسيا. وهو واحد من الأنهار الرئيسية التي تتدفق إلى مضيق ماكاسار.